# Minoo Mohraz
Minoo Mohraz (tiếng Ba Tư: مينو محرز, sinh ngày 19 tháng 1 năm 1946) là một bác sĩ, nhà nghiên cứu và chuyên gia về AIDS người Iran. Bà là Giáo sư các bệnh truyền nhiễm tại Đại học Khoa học Y tế Tehran và là người đứng đầu Trung tâm HIV/AIDS của Iran. Mohraz được coi là chuyên gia y tế hàng đầu của Iran về HIV/AIDS.

## Tiểu sử
Mohraz chào đời ở Tehran, Iran, vào ngày 19 tháng 1 năm 1946. Bà tốt nghiệp Trường Y khoa Tehran năm 1970 và hoàn thành khóa đào tạo về y tế công cộng và chuyên về các bệnh truyền nhiễm vào năm 1973. Bà trở thành Giáo sư Bệnh Truyền nhiễm tại Đại học Khoa học Y tế Tehran cùng năm.
Mohraz là một nhà vận động nhiệt tình thay mặt cho cộng đồng HIV/AIDS ở Iran, vận động hành lang cho các chính trị gia và giáo sĩ để hỗ trợ các chiến dịch nâng cao nhận thức về căn bệnh này. Năm 2001, Mohraz được mời tham gia một cuộc phỏng vấn với đài truyền hình quốc gia Iran to để truyền bá nhận thức về hành vi tình dục và HIV/AIDS. Tuy nhiên, điều kiện tiên quyết của bà là không nên kiểm duyệt cuộc trò chuyện này. Trong cuộc nói chuyện của mình, Mohraz đã sử dụng từ 'bao cao su' phát sóng trực tiếp, mặc dù từ này bị cấm chiếu trên các phương tiện truyền thông.
Cách tiếp cận thực tế của Mohraz đối với HIV/AIDS, bản sắc thế tục của bà, thúc đẩy các chiến dịch nâng cao nhận thức cộng đồng và khuyến khích các hoạt động tình dục an toàn hơn đã khiến bà trở thành một gương mặt được công nhận của phong trào AIDS ở Iran.
Năm 2007, Mohraz được coi là chuyên gia y tế hàng đầu của Iran về HIV/AIDS. Bà đã điều hành một phòng khám HIV/AIDS chuyên biệt tại Khu phức hợp Bệnh viện Imam Khomeini ở Tehran, được coi là phòng khám lớn nhất trong cả nước.
Trong đợt bùng phát virus corona 2019–2020 tại Iran, bà được chỉ định là thành viên của ủy ban phòng chống virus Corona. Ngày 14 tháng 3 năm 2020, truyền thông Iran đưa tin rằng bà bị nhiễm SARS-CoV-2, loại virus gây ra Bệnh virus corona 2019.

## Nghiên cứu
Mohraz ًđóng góp cho nhiều ấn phẩm. Bà phát hiện ra rằng có rất nhiều tù nhân nam quan hệ tình dục với những tù nhân nam khác trong các nhà tù ở Iran, làm tăng đáng kể nguy cơ lây truyền HIV. Dưới sự lãnh đạo của Mohraz, Trung tâm Nghiên cứu HIV/AIDS của Iran đã phát triển một loại thuốc điều hòa hệ miễn dịch (IMOD) gồm bảy loại thảo dược Iran bản địa để sử dụng làm thuốc bổ trợ với loại thuốc đặc trị HAART ở bệnh nhân HIV.